# Chiesa di San Nicola (Diano Castello)
La chiesa di San Nicola di Bari è un luogo di culto cattolico situato nel comune di Diano Castello, tra piazza Giacomo Matteotti e via Meloria, in provincia di Imperia. La chiesa è sede della parrocchia omonima del vicariato di Diano Marina della diocesi di Albenga-Imperia.

## Storia e descrizione

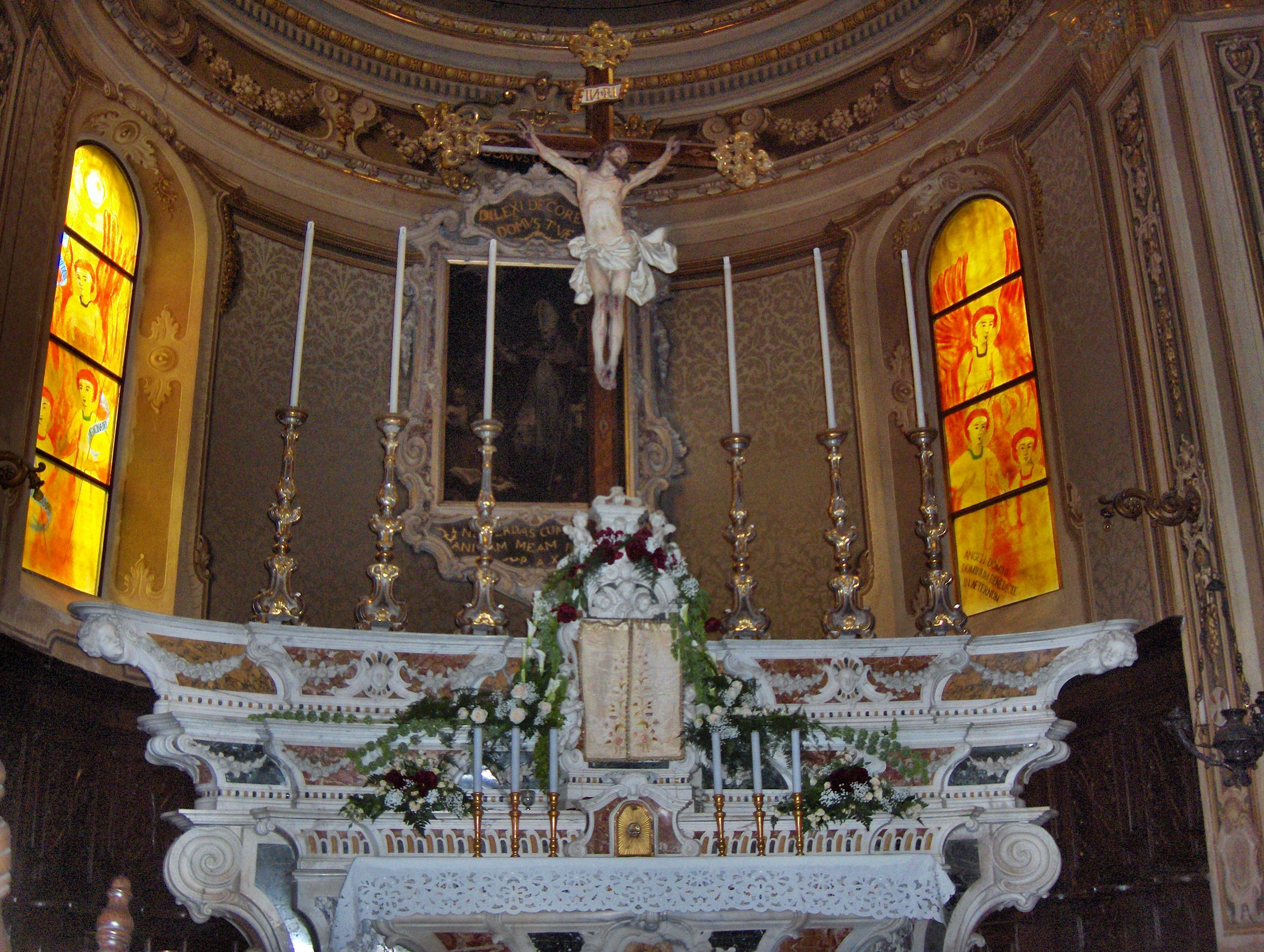
Il crocifisso sull'altare maggiore

Una riunione l'8 settembre 1698 da parte di alcuni rappresentanti della comunità di Diano Castello e dei massari della locale chiesa decise per l'edificazione di un nuovo luogo religioso, intitolato al santo barese e i cui lavori furono affidati alla progettazione dell'architetto Gio Batta Marvaldi. Dai fratelli Agostino Nicolò e Leonardo Temesio fu acquistata per la somma di 1.200 lire genovesi la casa e il terreno nei pressi dell'erigenda chiesa e nel settembre del 1699 si poté dare inizio ai lavori.
Durante l'opera di costruzione si registrarono però alcune difficoltà legate al reperimento delle pietre necessarie alla realizzazione della struttura, tanto che la comunità castellotta dovette rivolgersi al vescovo di Albenga Giorgio Spinola per l'uso del materiale proveniente da una vecchia costruzione, quest'ultima appartenente alla cappellania precedentemente concessa dal prelato al chierico Bartolomeo Bottino. Intorno al 1702 fu ultimata la sacrestia e il 7 agosto del 1704 fu firmato il contratto tra i massari e il maestro Gerolamo Gravano per la fornitura di altri mattoni, giudicata poi di cattiva qualità da Giacomo Filippo Marvaldi (figlio di Filippo, che collaborava con il padre nell'opera). Lavori di edificazione che si strascinarono molto nel tempo tanto che solamente nel 1725 si portò a compimento della primaria struttura, poi definitiva, se pur con alcune mancanze come la pavimentazione e altre minuzia, nel corso del 1730. A Giacomo Filippo Marvaldi fu affidato l'incarico di eseguire nel 1726 la trabeazione e i capitelli delle lesene interne e la cantoria dove, successivamente, venne collocato l'organo costruito da Gerolamo Amoretti di Albenga.
L'interno della chiesa si presenta decorato in stile barocco e sopra il marmoreo altare maggiore è collocato il Crocifisso, quest'ultimo attribuito allo scultore genovese Anton Maria Maragliano. Strutturalmente la parrocchiale di Diano Castello presenta alcune analogie con la chiesa di San Giovanni Battista di Cervo. 
Il concerto campanario è formato da 4 campane in Mi3 che furono fuse nel 1802 dalla fonderia Cascione di Borgomaro (IM), mentre la campana maggiore fu rifusa dal fonditore Achille Mazzola di Valduggia (VC) nel 1947, dopo la rottura della vecchia campana.